# Нидерланды в Первой мировой войне

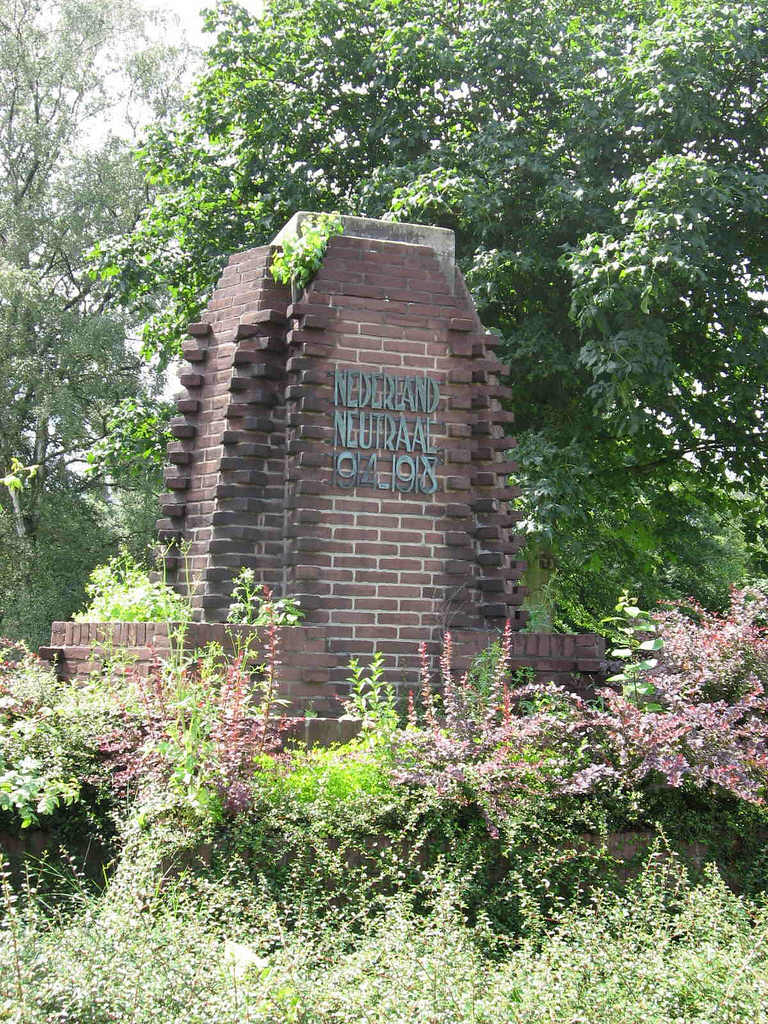
Памятник нейтралитету страны установленный в Винтерсвейке

Нидерланды придерживались нейтралитета в Первой мировой войне, после окончания войны с Бельгией в 1831 году, а также вели политику воздержания от любых военных союзов. Такой позиции голландцы придерживалась во время Первой мировой войны и даже в начале Второй мировой войны. Как и соседняя Бельгия, Нидерланды занимают стратегически важное положение на материке, которое подвергает страну опасности в случае возникновения глобального конфликта. Нарушение Германской империей в 1914 году неприкосновенности Люксембурга и Бельгии не только обострило международный конфликт, но и создало прямую угрозу оккупации территории Нидерландов. Однако, несмотря на все предположения и предсказания — этого не случилось. Хотя Нидерланды не пострадали от военных действий — стране был нанесен тяжелый экономический удар. Парадоксально, но его нанесли не Германская империя и её пособники, а несогласованные действия со стороны стран Антанты и их союзников. Окончание войны, неожиданно для всех, ознаменовалось отречением от трона кайзера Вильгельма II и его переездом в голландский городок — Дорн. Родственные связи с королевой Нидерландов Вильгельминой и её авторитет на международной арене, позволили беглецу спокойно доживать свой век, не опасаясь быть отданным другим странам, несмотря на прямые требования.

## Общее положение
Нидерланды, вопреки исторически постоянным конфликтам с соседними странами и своим незначительным размерам, всегда играли одну из ключевых ролей на политической арене Западной Европы и мира в целом. Последними масштабными военными действиями, в которых страна участвовала, были события Бельгийской революции. Её окончание в 1831 году ознаменовалось для Нидерландов потерей не только статуса Королевства, но и ряда древних исторических провинций Южных Нидерландов, Фландрии и валлонской области Артуа. Объединение Германии, которое произошло 18 января 1871 года, стало первым тревожным сигналом для Нидерландов. Тогдашнее правительство было убеждено, что политика нейтралитета будет лучшим средством отстранения от борьбы за глобальную европейскую власть. После этого Нидерланды выбрали путь «политического» и «вооруженного нейтралитета». В отличие от бельгийского нейтралитета, их страна не имела гарантий и поддержки от остальных европейских стран. «Политический нейтралитет» голландцев означал, что только решение правительства могло продолжить или отменить его. Это шло вразрез с тогдашними понятиями о нейтралитете, где пример Швейцарии (в которой этот статус прямо был вписан в конституцию) — считался классическим. «Вооруженный нейтралитет» означал, что голландцы поддерживают и развивают свою армию лишь в целях защиты страны от любых возможных посягательств. С этого времени Нидерланды на международной арене пытались создать и закрепить мнение о себе, как о стране, которая не претендует ни на какие территории, кроме своих собственных.

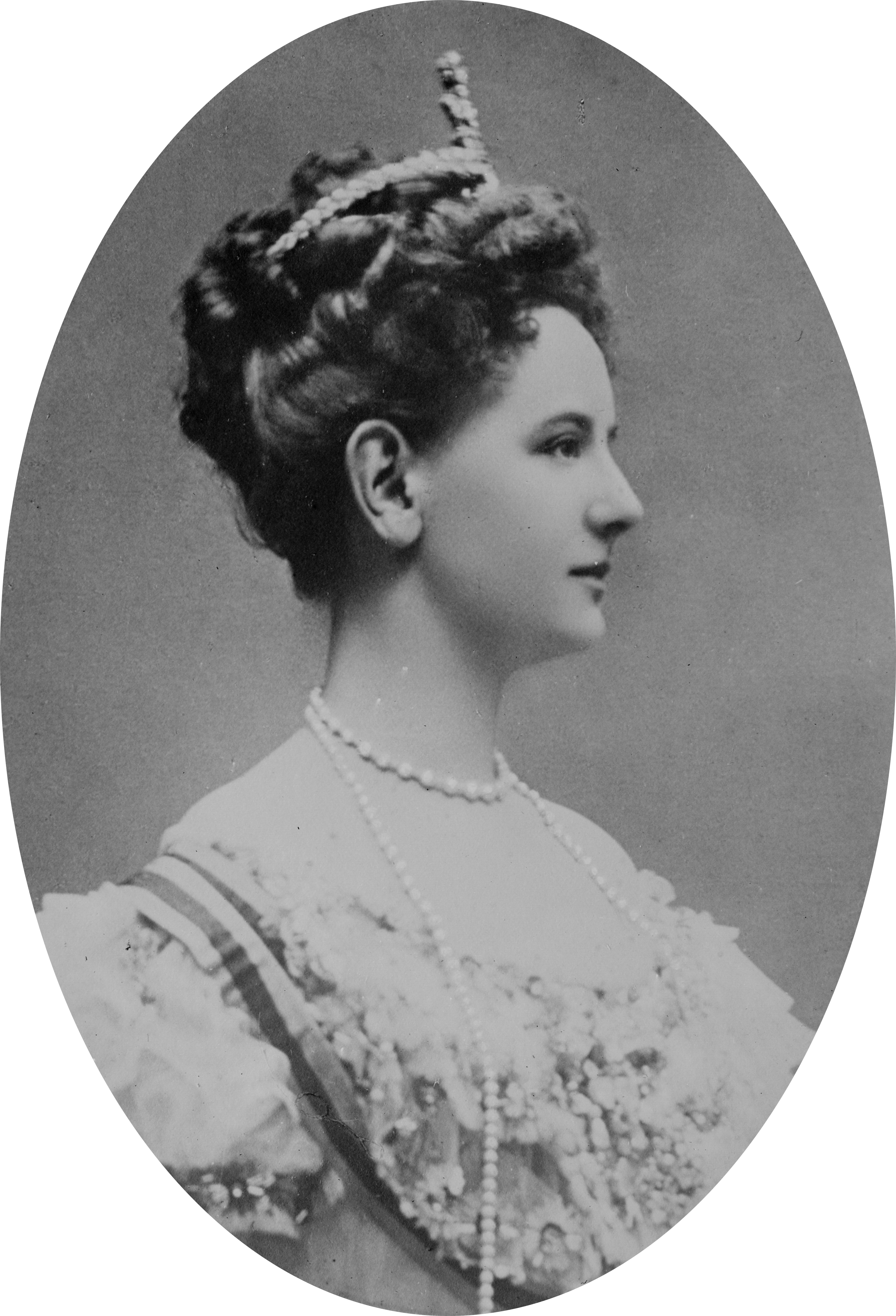
Королева Вильгельмина, 1909 год

Внутренняя же политика базировалась на принципе соблюдения баланса в отношениях между материковой частью и колониями. Тогдашние голландские политические и военные деятели придерживались мнения о том, что их страна настолько важна, что каждое из ведущих европейских государств не позволило бы ни одному из своих соперников её захватить. Единственной для себя угрозой они считали территориальные претензии Японской империи на голландскую Восточную Индию. Однако, даже в этом случае голландцы считали, что Британская империя никогда не позволит японцам захватить новые территории и, таким образом, укрепить позиции в тихоокеанском регионе.
Голландские военные стратеги считали, что новая война между Францией и Германией будет «более чем вероятной». После изучения возможных путей потенциальной атаки они пришли к выводу, что хотя в таком случае бельгийский нейтралитет будет «более чем наверняка» нарушен, голландский нейтралитет имеет все шансы на успех. Все последующие составы правительства Нидерландов аккумулировали свои усилия на то, чтобы максимально долго маскировать свою нейтральность в будущей теоретической войне. В годы, предшествовавшие войне, страна должна была увеличить расходы на оборону в диапазоне 20-30 процентов от бюджета. Среди прочего была проведена полная модернизация "Новой голландской ватерлинии". В 1874 году началось строительство «Линии оборонительных сооружений Амстердама». По замыслу этот объект должен был стать убедительным доказательством того, что страна, которая строит военные сооружения далеко от своих границ — иллюстрирует свои не агрессивные намерения. В тайном военном понимании эта оборонительная линия вокруг столицы преследовала своей целью противостояние вторжению врага максимум на шесть месяцев. За это время, как правительство страны надеялось, будет безотлагательно предоставлена военная помощь от третьей стороны.
В 1910 году был принят новый, значительно дороже предыдущего, законопроект о защите береговой линии. Во время обсуждения в парламенте члены правительства подчеркивали что, голландцы должны серьезно отнестись к важности своей национальной обороны. Это было необходимо, чтобы сформировать положительный имидж в глазах европейских стран, ведь если бы последние усомнились в голландцах — ни о какой помощи не могло быть и речи. Последующие годы голландские политики и дипломаты работали по принципу «Дружба со всеми, альянсы ни с кем», а также старательно избегали выбора сторон в любом конфликте, который проходил с участием европейских государств. В этом свете интересной, с дипломатической точки зрения, стала реакция Нидерландов на вторую англо-бурскую войну. Среди голландского населения было сочувствие и полная поддержка Бурских республик, значительное количество населения которых было выходцами из Нидерландов. Однако, позиция правительства была единодушной — оставаться в стороне от конфликта. Тогдашний министр иностранных дел предостерег королеву Вильгельмину от прямой помощи: «целесообразно избегать любых действий, которые могут привести к публичной оценке отношений между правительствами Нидерландов и Великобритании, поскольку это может легко задеть британскую чувствительность».
Единственная сфера, в которой голландцы пытались сыграть активную роль в европейской политике — это международное право. Ведущие свою собственную политику поиска гарантов неприкосновенности, голландцы последовательно концентрировали усилия, чтобы во время международных конференций были приняты законы о войне, а также юридические права, гарантии и обязанности нейтральных стран. Нидерланды приняли две мирные конференции 1899 и 1907 годов, на которых получили международное признание нейтрального статуса страны. Эта репутация была ещё больше закреплена, когда делегаты на первой конференции мира выбрали Гаагу, как место для новой Постоянной палаты третейского суда. Через четыре года Эндрю Карнеги согласился финансировать строительство Дворца мира для размещения суда, который официально был открыт в августе 1913 года. В том же 1913 году к власти в Нидерландах пришло либеральное правительство. Новым премьер-министром стал Питер Корт ван дер Линден, который намеревался решать национальные проблемы конституционной реформы и образования. Однако, уже через год его правительство было вынуждено отказаться от запланированной программы и реагировать на угрозу неминуемой всеевропейской войны. В последние дни июля 1914 года перед голландским правительством встал вопрос о том, проводить ли мобилизацию своих вооруженных сил. Дилемма была ясна: полная мобилизация привела бы к большим общественным потрясениям и стоила бы стране около 12 млн. гульденов. С другой стороны, если голландская армия должна была действовать как эффективный сдерживатель, то жизненно важно было провести мобилизацию, опередив любых из своих соседей. В конце концов, несмотря на то, что варианты немецких планов войны исключали проход или захват Нидерландов, правительство решило объявить мобилизацию 30 июня 1914 года.
В 1906 году Хельмут Иоганн фон Мольтке, племянник Хельмута Карла фон Мольтке, заменил Шлиффена на должности начальника Генерального штаба. Последний в своих стратегических планах придерживался мнения о неизбежности вторжения немецкой армии через территорию нейтральных Люксембурга и Нидерландов. В противоположность ему фон Мольтке сменил наступательные планы — не нарушая границ Нидерландов, продвигаться равнинными пространствами бельгийской Фландрии и Люксембурга.

### Военное положение дел
После Франко-прусской войны голландское военное командование сосредоточило свое внимание на Германской империи. Это было обусловлено двумя причинами:

Схема оборонного укрепления вокруг Амстердама. Черные точки — оборонные сооружения, синим изображены территории, что подлежали немедленному затоплению.

немцы считались потенциально опасными противниками, но вместе с тем их военная организация рассматривалась, как идеальная для подражания. Нидерланды взяли за основу немецкую организацию Генерального штаба и планирования мобилизации. Следуя примеру немецких соседей голландцы в 1900 году создали мобильную полевую армию на базе дивизионной структуры. Отсутствие военной индустриальной мощи сделало Нидерланды заложниками Германской и Австро-Венгерской империй, которые были основными поставщиками передового вооружения. Характеризуя военное положение дел Нидерландов накануне Первой мировой войны, следует отметить главные отличия от других стран. Во-первых, голландская армия была организована исключительно для оборонительных целей, и не имела ни наступательных возможностей, ни агрессивных намерений. Во-вторых, оборонная стратегия страны основывалась на двух принципах — полевой армии и системе оборонительных укреплений на западе. Полевые войска должны были сдерживать нарушения голландской территории, но не активно противостоять противнику. В случае полномасштабной прямой атаки эти войска были бы заняты затоплением оборонительных линий. Эти линии защищали основные порты и военно-морские базы Северного моря, стратегические города (Амстердам, Роттердам, Гаага) и основные промышленные комплексы страны. В-третьих, хотя голландская армия в своей организации брала пример с Имперской армии Германии, но все же значительно отличалась от последней. Голландский срок военной подготовки новобранцев длился всего восемь с половиной месяцев. На такой шаг правительство было вынуждено пойти под влиянием общества, однако следствием стали сомнения в боевой способности со стороны передовых стран. С другой стороны голландская армия ещё в 1898 году была модернизирована по примере прусской военной организации. Были введены категории военнослужащих постоянного призыва и резервного. Появились Ландверы (категория военнообязанных резерва II-ой очереди — для обороны крепостей) и Ландштурм (для местной обороны и пополнения армейских резервов). Кроме того, была начата подготовка офицеров запаса, хотя и в небольшом количестве. В целом в 1914 году голландцы смогли мобилизовать и вывести на огневые рубежи 200000 человек, при населении в 6 млн 500 тыс. человек. Главная задача вооруженных сил (армии и флота) Нидерландов состояла в том, чтобы отвлечь любую воюющую сторону от использования голландской территории для ведения военных действий. В теории военные допускали возможность, что когда голландская армия окажется лицом к лицу с врагом, на помощь ей придет другая заинтересованная в поддержке сторона.

## Состояние дел во время войны

### Правительственное и военное

Изначальный план Шлиффена 1905 года включал в себе проход немецких войск по нидерландской провинции Лимбург и непосредственно через город Маастрихт.

25 июля 1914 когда в Сербии началась мобилизация, офицер Нидерландского Генерального штаба получил телеграмму от бывшего голландского офицера из Кёльна, в которой последний предупреждал об неотвратимой войне. В это время голландский начальник Генерального штаба генерал-лейтенант Корнелис Якобюс Снейдерс находился в отпуске, но после полученных сведений немедленно вернулся. Снейдерс был одним из разработчиков голландского плана мобилизации от 1910 года. По его убеждению, Нидерланды, в случае начала глобального конфликта, должны были первыми объявить и начать мобилизацию, опередив передовые страны, что стало бы гарантией получения от них помощи в случае наихудшего сценария. Снейдерс считал, что немецкое вторжение во Францию через голландскую территорию возможно, хотя и является наиболее опасным сценарием войны. В этом случае голландская армия не смогла бы эффективно противостоять немцам и должна была отойти на север, в провинцию Брабант. Уже 26 июля она начала подготовку к сносу мостов и затоплению территорий. Этот процесс был сложным, трудоемким и очень дорогостоящим, но это не могло быть сделано в последнюю минуту. Процесс затопления был важной составляющей для защиты крепостей «Голландия» и «Амстердам».
С 28 июля правительство начало процесс подготовки к мобилизации. 31 июля, за день до Германской империи, Нидерланды объявили о всеобщей мобилизации. Благодаря этому страна смогла подтвердить свой нейтралитет на международной арене. Если бы Нидерланды объявили мобилизацию уже после Германской империи, последняя могла бы расценить этот шаг, как враждебный по отношению к себе. Благодаря этому 2 августа немцы заявили, что будут соблюдать нейтралитет Нидерландов. 4 августа 1914 года германские войска вторглись в Бельгию, передвигаясь вдоль голландских границ, но не нарушая их. В это время в период с 1 по 3 августа голландская армия и флот действовали в соответствии с планами Генерального штаба: линии укреплений были заполнены солдатами, местности подготовлены к затоплению, личный состав полевой армии собран, но не отправлен на границу.
Для Нидерландов потенциальная опасность шла не только от юго-восточной части страны, но и юго-западной. Антверпен был главным бельгийским портом, а также основной целью немецкого удара. Иностранная помощь от союзников могла быть предоставлена только через эстуарий реки Шельда, находившийся на голландской территории. После вступления Великобритании в войну Нидерланды 4 августа закрыли доступ на Шельду для любых иностранных военных кораблей. Снизить напряжение удалось лишь после заверения от Германской и Британской империй относительно уважения нейтралитета Нидерландов и отказа от ведения военных действий на её территории. В октябре 1914 года немецкая армия взяла в осаду крепость Антверпен. После длительных бомбардировок бельгийская армия оставила город. Около 30 000 бельгийских солдат и 700 000 фламандских гражданских лиц искали убежища в Нидерландах, где и были интернированы на период войны. Они были размещены по всей территории Нидерландов и большинство из них вернулись домой уже через несколько недель. Слухи от беженцев об увиденных или пережитых зверствах шокировали голландское общество. Гражданские представители власти и военные получили приказ для населения — в случае вторжения врага не оказывать ему никакого сопротивления. Таким образом Нидерланды пытались избежать массовых жертв среди людей и катастрофических разрушений среди инфраструктуры.
Немецкая оккупация Бельгии имела серьезные последствия для голландцев и составляла потенциальную угрозу нейтралитета страны. С военной точки зрения её нейтралитет был выгоден Германской империи и гарантировал им некоторое преимущество: их правый фланг и логистические пути были «под защитой». Дополнительным фактором в их пользу было то, что немцы могли сконцентрировать все силы для движения вперед, не оставляя некоторые силы вдоль границы с

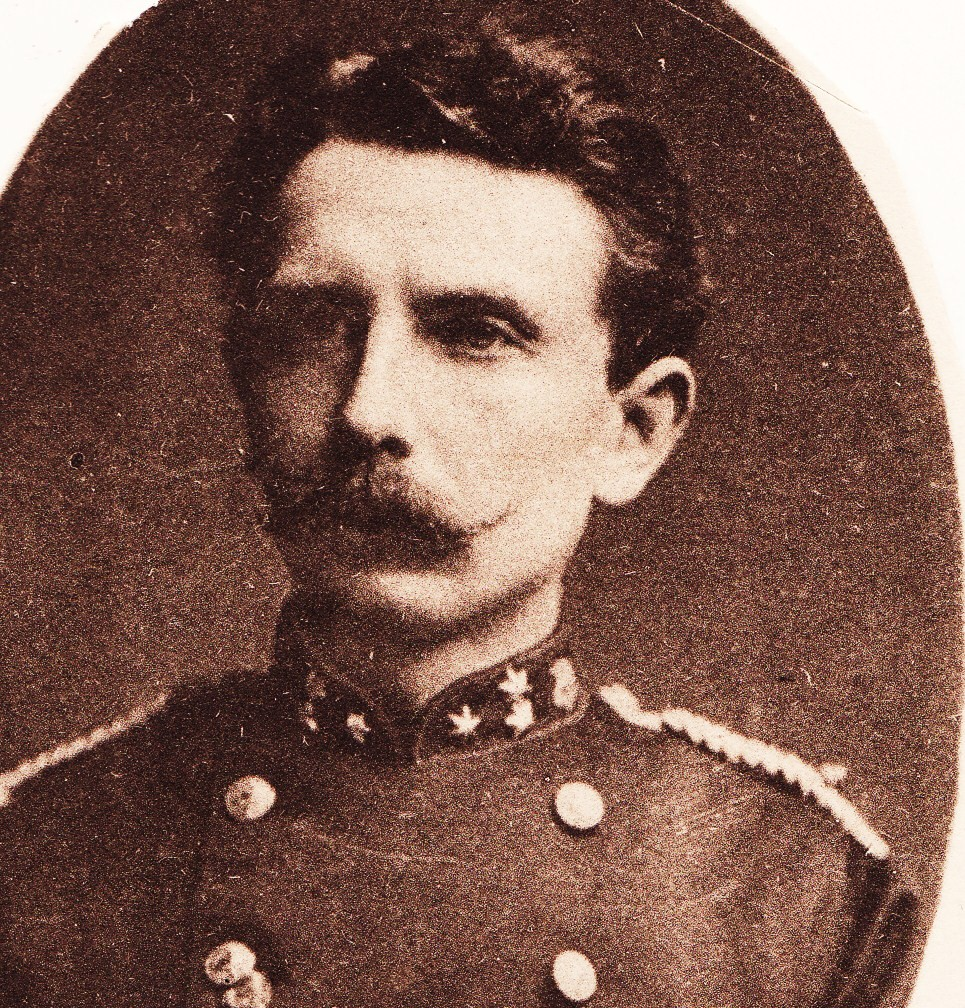
Генерал-лейтенант Корнелис Якобюс Снейдер

Нидерландами. Однако, с другой стороны, голландцы до конца войны не исключали возможности того, что англичане нанесут удар в тыл немецким войскам, используя голландскую территорию даже без согласия на то последних. Также, учитывая относительную близость к фронту во Франции и Фландрии, любое серьезное  движение, особенно отступление немцев, могло также поставить под угрозу нейтралитет Нидерландов. Все это в совокупности понимал Корнелис Якобюс Снейдерс, и потому требовал от войска максимальной сосредоточенности, а от правительства — запретить демобилизации в любой форме.
Правительство Нидерландов прислушалось к его мнению, и в итоге была сохранена полная мобилизация, но с возможностью предоставления краткосрочных отпусков военнослужащим. Ситуация для Нидерландов значительно ухудшилась в 1916 году. 29 марта 1916 министр иностранных дел Германии сообщил голландскому послу в Берлине, что немцы получили информацию о неминуемой английской атаке на провинцию Зеландия. Он угрожающе добавил, что, хотя Германская империя высоко ценит голландский нейтралитет, его правительство сделает все необходимое для защиты своих интересов. Правительство Нидерландов не имело никаких доказательств планов вторжения Британии, однако стало ясно, что ситуация становится критической. На экстренном заседании было принято решение о полной отмене всех отпусков военнослужащих, а также увеличении численности мобилизованных солдат на десять процентов. Так как эти события пришлись на праздник Пасхи, они получили название — «Пасхальная тревога». Утром 1 апреля правительство Нидерландов сообщило правительствам стран Антанты о своем решении активизировать военную силу в ответ на потенциальную угрозу. Однако, 2 апреля из Берлина в Гаагу поступило сообщение, что информация от разведки была ошибочной, а вторжение не таким уж и неизбежным. Фактом остается то, что никто из стран Антанты никогда так и не сообщил правительству Нидерландов, что «Пасхальная тревога» (или «Мартовская тревога») была умышленной дезинформацией.
Постепенно голландское общество начало испытывать на себе негативные последствия пребывания в стране значительного количества беженцев, а также безудержного роста контрабанды. Не следует забывать, что районы, которые были пограничными с Германской империей и оккупированной Бельгией, сразу перевели на особый режим: цензура, ограничения движения людей, пристальное наблюдение за иностранцами и подозреваемыми в шпионаже, противодействие незаконной радиотелеграфии. Стоит отметить то факт, что соблюдение нейтралитета во время всесторонних военных действий сформировало в воображении голландского общества идею о так называемой избранности. Все слои общества, особенно художники, философы и юристы, единодушно осуждали неосторожность и безрассудство стран, которые вели военные действия друг против друга. Голландцы, наблюдая за ходом и последними новостями с фронта, отождествляли себя с бесстрастными защитниками норм права, справедливости и рациональности. Именно поэтому в 1915 году Альберт Вервей в одном из своих произведений охарактеризовал голландцев, как «возвеличенных над всеми»
.

### Экономическое
Политика нейтралитета также была тесно связана с экономической особенностью Нидерландов. Окончание Бельгийской революции со последующими потерями в территории и человеческом ресурсе, привело к тому, что голландцы вынуждены были восстанавливать экономику практически с нуля. Период с 1870-х годов ознаменовался её быстрым ростом, который был обусловлен масштабной внешней торговлей. Например, голландская сельскохозяйственная продукция реализовывалась преимущественно на немецком и английском рынках. Роттердам стал ведущим европейским торговым центром, который объединял не только голландскую, а и германскую промышленность с её торговыми партнерами за рубежом. Другой великий голландский порт, Амстердам, как и в прежние времена, снова превратился в центр колониальной и финансовой деятельности. Также, следует упомянуть тот факт, что будучи совсем бедным на природные ресурсы, промышленный сектор Нидерландов полностью зависел от импорта сырья, станков и топлива, преимущественно из Германии. Политика нейтралитета имела и свои негативные последствия, которые ярче всего стали очевидными после начала активных боевых действий между двумя блоками. Согласно международному праву Нидерланды имели возможность осуществлять торговлю с обеими сторонами конфликта. Однако, уже в 1914 году Великобритания заявила свой протест из-за того, что Германская империя использует порт Роттердама для осуществления своей внешней торговли, пока её собственные порты были блокированы Королевским флотом Великобритании. В одностороннем порядке британцы начали останавливать все транспортные средства, движущиеся в любой из портов Нидерландов. Они аргументировали свои действия поиском контрабанды и отпускали корабли только в том случае, если правительство Нидерландов гарантировало, что конкретный груз в дальнейшем не будет отправлен Германской империи. Предъявленные требования правительство Корта ван дер Линдена не могло выполнить априори, поскольку полный запрет транзитной торговли для страны фактически означал ее блокадное положение. Не следует забывать также, что Нидерланды были связаны с Германской империей Рейнской навигационной конвенцией 1868, которая прямо запрещала сторонам договора ставить любые препятствия на пути свободного перемещения товаров из Роттердама по реке Рур к Северному морю. Правительство Корта ван дер Линдена оказалось заложником ситуации, положение казалось безвыходным. Выполнить требования Лондона означало бы экономический крах и открытую конфронтацию с Германской империей, прислушаться к требованиям Берлина повлекло бы за собой конфронтацию с Антантой . Между тем, пока дипломаты искали пути выхода из этой ситуации, 17 августа 1914 министр сельского хозяйства, промышленности и торговли Мария Виллем Фредерик Треуб предупредил, что запасы зерна для внутреннего потребления будут исчерпаны через двадцать дней. В качестве предупредительных мер он предложил программу мероприятий «Grain Bureau» — государственной монополии на покупку зерна и его дальнейшего распределения среди мельниц и пекарен. Треуб пытался убедить Великобританию, что импортируемое зерно будет использоваться исключительно для внутренних нужд. Между тем дипломаты смогли убедить коллег в Берлине, что договоренности с Великобританией являются вынужденными перед надвигающимся голодом. В свою очередь немцы согласились и предупредили, что дальнейшие подобные действия будут расцениваться как нарушение Нидерландами обязанностей нейтралитета.
Все эти факторы не могли не сказаться на общественной жизни. Уже в ноябре 1914 года начался процесс неконтролируемого роста цен. Амстердамская фондовая биржа закрылась, большое количество людей начало снимать свои сбережения, а пабы стали принимать только серебряные монеты, которые были стабильными в цене. Национальный банк Нидерландов принял ряд мер по стабилизации экономики: запрещался вывоз золота и были введен в обращение новые монеты «zilverbons» для замены серебряных монет. Королева Вильгельмина сделала личный вклад, а также передала значительное количество шерсти и одежды в созданный Национального фонда помощи обездоленным семьям. В 1915 году цены на хлеб достигли такой отметки, что правительство было вынуждено вводить систему субсидирования для неспособных купить себе еду. В начале лета 1916 года государственные расходы на продуктовую субсидию достигли миллиона гульденов. Начатая Германской империей неограниченная подводная война почти полностью парализовала голландские морские перевозки. По мере развития войны, многие голландские корабли были затоплены морскими минами или немецкими торпедами, резко сократился объёма тоннажа, доступного для голландской торговли. Много раз нидерландские корабли становились объектом воздушного нападения немецкой авиации, хотя имели на борту все необходимые знаки нейтрального судна и заранее подавали обусловленные сигналы. Это случалось из-за того, что британцы начали использовать опознавательные знаки Нидерландов на своем торговом флоте. По этому поводу министр иностранных дел Нидерландов Джон Лаудон направил в МИД Великобритании письмо, в котором говорилось, что подобные действия «компрометируют нейтральный флаг, бросают тень сомнения на нейтральные корабли, которые идут под своим флагом, подвергая их риску быть уничтоженными вражескими кораблями…». После февраля 1917 года проблема голландского транспорта стала практически катастрофической, поскольку почти никто из голландских судовладельцев не решался отдать приказ покинуть порт, считая неотвратимыми угрозы торпедирования или захвата судна. В течение 1917—1918 годов правительство Нидерландов было вынуждено пойти на радикальные меры, а именно начать экспортировать картофель в Великобританию и Германию в обмен на уголь для функционирования транспортных средств и фабрик. Также на этот период выдался неурожайный год, что, в конце концов, вылилось в общественные беспорядки во многих городах, особенно — Амстердаме. Значительным охлаждением во взаимоотношениях можно охарактеризовать отношение королевы Вильгельмины к странам Антанты. Целый ряд несогласованных действий последних привели к тяжелым финансовым последствиям для Нидерландов, придерживавшихся нейтралитета. Сперва блокировка в британских портах голландских кораблей, а затем откровенная конфискация этих кораблей со стороны США, с дальнейшим их использованием в собственных целях — это не могло не навредить доверию друг к другу. Королева Вильгельмина была настолько возмущена, что возможно, решение о предоставлении убежища и обеспечение безопасности бывшему кайзеру Вильгельму II было ответом Антанте на отношение к Нидерландам.

## Послевоенное состояние

### Общая картина

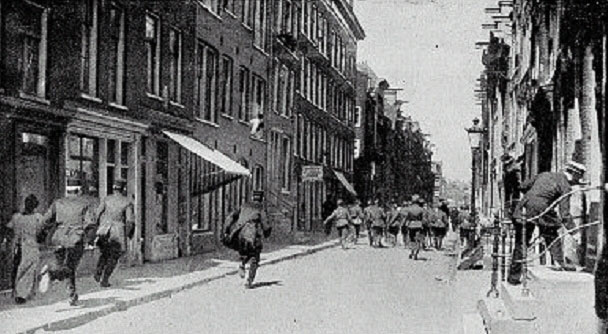
Полиция преследует участников «картофельного бунта», 1917 год

Мировая война привела в Нидерландах к свертыванию многих отраслей производства, росту безработицы и инфляции. Индекс стоимости жизни в стране повысился с 1914 по 1918 год на 175 %, а слабо контролируемая денежная масса в обороте увеличилась с 321 800 000 в начале 1914 до 10 69 300 000 гульденов в декабре 1918 года. Это не могло не отразиться на положении населения. Повсеместная нехватка продуктов, особенно в больших городах, привела к так называемым «картофельным бунтам», когда толпа нападало на магазины, склады и баржи с картофелем, громила магазины и оказывала сопротивление полиции. Усилилось движение забастовщиков, пик которого пришелся на 1918 год. Волнения охватили всю страну и в мае 1918 года к нему присоединились рабочие стратегически важных предприятий: военного завода в Хембрюге, конструкторские мастерские Делфта и военный порт Амстердама. Стоит отметить, что уровень движения забастовщиков в Нидерландах в целом был гораздо ниже, чем в других европейских странах. Правительство принимало все возможные меры, чтобы не только контролировать, но и решить проблему с продовольствием и товарами первой необходимости. Было введено нормирование цен на основные виды продуктов и их распределение, зафиксированы цены на некоторые виды услуг (например, квартплату) и размер заработной платы. Правительство субсидировало значительными суммами предприятия и профсоюзы.
Несмотря на то, что победа в войне была за Антантой, Нидерланды оказались в затруднительном положении. Бельгия открыто заявила о территориальных претензиях, потребовала аннулирования всех договоров с 1839 года и передачи нидерландской провинции Лимбург. Правительству и королеве Вильгельмине стоило больших усилий в ходе переговоров отклонить территориальные претензии Бельгии. Не в последнюю очередь этому способствовали настроения среди самого населения Лимбурга, которое выразило желание оставаться нидерландскими подданными.
Нидерланды, как и другие нейтральные страны, использовали войну для заработка. Армии враждующих стран также пользовались услугами страны, особенно в вопросе поставок продовольствия. Дефицит сырья на внутреннем рынке, а также блокада транспортных путей, привели и к положительному развитию экономики. Отрезанные от большинства внешних рынков, Нидерланды были вынуждены овладеть для себя новыми отраслями промышленности — чёрная металлургия в Северных Нидерландах, электротехническая промышленность, производство искусственного шелка и другие. Существенно увеличилось строительство торговых кораблей: если в период с 1910 по 1914 годы флот получил 84 тыс. брутто-регистровых тонн, то с 1914 по 1920 годы — 131 тыс. брт. За годы Первой мировой войны золотой запас страны вырос в 4,5 раза. Не было зафиксировано негативных изменений и в темпе роста населения, в 1919 году его численность составляла уже 6 млн. 800 тыс. человек. Несмотря на это, положение дел в самом обществе было напряженным. Осенью 1918 года в рядах армии начались волнения. В ночь с 25 на 26 октября в казармах города Харскамп полторы тысячи пехотинцев подняли восстание. Среди их требований было улучшение питания и восстановление отмененных отпусков. Впоследствии подобные выступления прокатились по казармам Зволле, Флиссингена , Утрехта и других городов. В то же время на предприятиях Амстердама формировались рабочие советы, и население выходило на митинги, организованные социал-демократами.
Революционная газета «Трибуна» прямо призывала создавать советы, брать власть в свои руки и избавиться от монархии. Даже в такой напряженной ситуации правительство было в состоянии проводить важные реформы. Уже в 1919 году всеобщее избирательное право распространилось и на женщин, а в 1922 году они впервые пришли на избирательные участки. В том же 1919 году были приняты законы о 45-часовой рабочей неделе, о запрете труда подростков до 14 лет, о снижении пенсионного возраста с 70 до 65 лет и об увеличении в полтора раза размера пенсии. С момента создания в 1919 году Лиги наций Нидерланды стали её постоянным членом. В двадцатых годах страна ориентировалась преимущественно на Великобританию, и последняя способствовала блокированию любых отношений голландского правительства с Советским Союзом. Тридцатые годы ознаменовались сближением Нидерландов с США. Голландское правительство все более неохотно шло на контакты с Великобританией и Францией из-за их политики противостояния Германии. Достаточно тесные отношения с немцами привели к тому, что 29 октября 1937 последние предложили заключить договор об обеспечении нейтралитета Нидерландов, который, однако, последние отказались подписывать.
Сразу после окончания войны голландские ученые, историки и юристы начали исследование и анализ причин возникновения войны. Их труды широко публиковались в местных газетах и журналах. Самым известным среди них был Николас Япиксе, который, через личное влияние войны на него, исследовал место Нидерландов в ходе конфликта. Он возглавил голландский комитет по изучению причин войны, а с октября 1921 был членом Центральной комиссии по нейтральному изучению причин мировой войны, основанной норвежским юристом и философом — Германом Харрисом Ааллом. В 1921 году Япиксе опубликовал свой труд «Die Stellung Hollands im Weltkrieg». В нём он отстаивал взгляд о том, что война не была вызвана исключительно Германской империей. Дополнительно Япиксе отмечал правильность выбранной политики нейтралитета как с военной, так и экономической стороны. В дальнейшем интерес к войне претерпел спад, что было вызвано зарождением и развитием нового конфликта. Лишь в последнее время голландские исследователи вернулись к теме Первой мировой войны. Следуют примеру голландских коллег историки Марк Фрей (Германия), Хюберт ван Тьюл ван Сероскеркен (нидерл. Hubert van Tuyll van Serooskerken, США) и Мартье Абенхюйс (нидерл. Maartje Abbenhuis), Новая Зеландия).

### Официальные потери

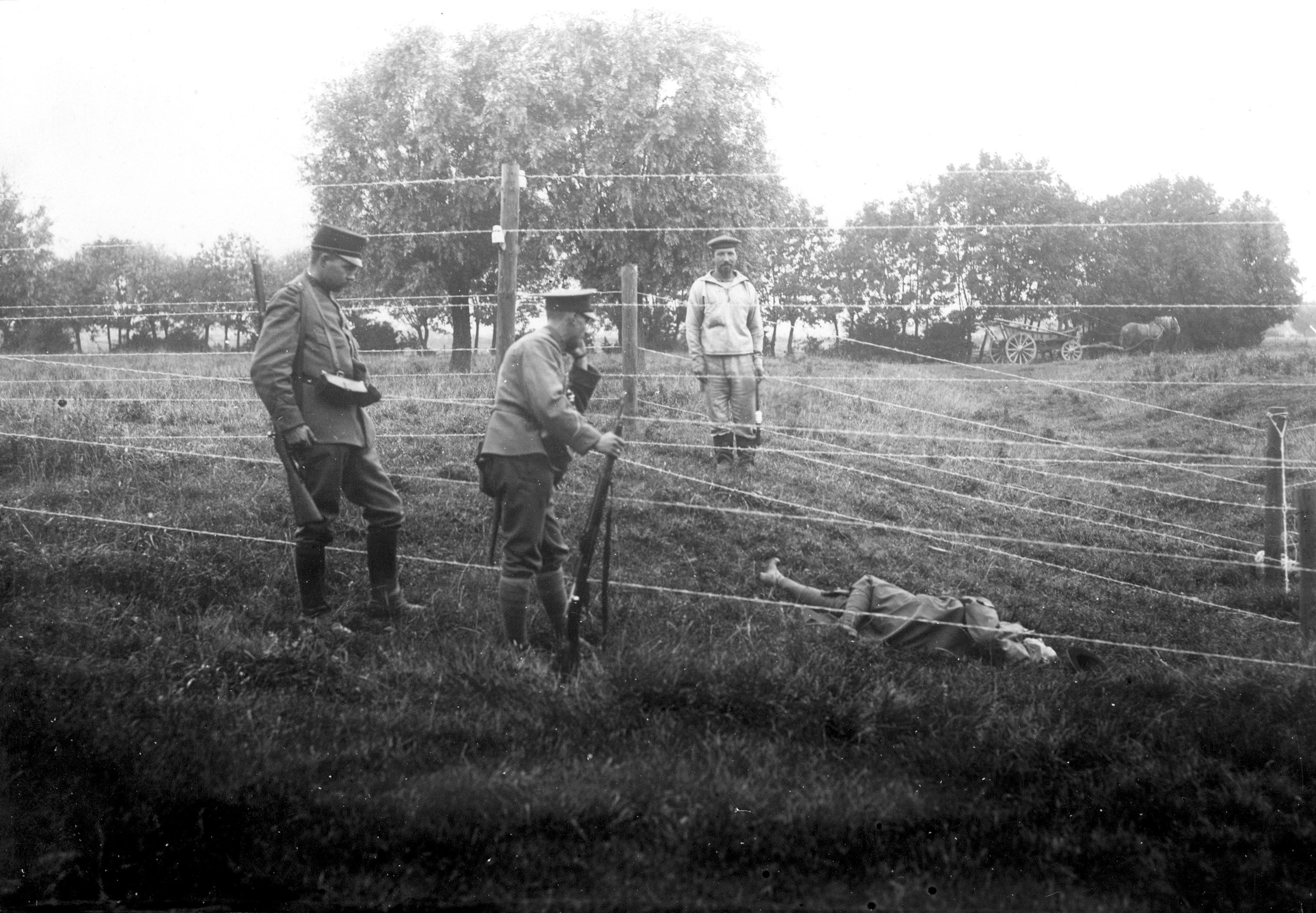
Одна из многочисленных жертв пораженных током, 1915 год

Доктор исторических наук Герман Стапелкамп (нидерл. Herman Stapelkamp) при исследовании потерь Нидерландов в Первой мировой войне приводит следующие цифры: 62 торговых и рыбацких судна, а также около двухсот жертв. Другой голландский историк Л. Л. фон Мюнхинг (нидерл. L. L. von Münching) в своей книге «De verliezen van de Nederlandse koopvaardij in de Eerste Wereldoorlog 1914—1918» приводит следующие сведения. Во время войны страна потеряла 124 судна торгового флота (из них 34 потоплены подводными лодками) и в целом 454 человек. 14 октября 1920 в городе Ден-Хелдер был открыт монумент в память о 58 местных рыбаках, которые не вернулись домой. Также неизвестное количество голландцев, которые были контрабандистами, шпионами или добровольцами, стремившиеся вступить в партизанские отряды Бельгии — погибли во время пересечения «Проволоки смерти». Последняя была оградой под высоким напряжением, построенной по приказу немцев на границе Бельгии с Нидерландами протяженностью более 300 км. О жертвах среди голландцев стало известно из докладных записок патрульных и часовых немцев, которые были ответственными за различные участки ограждения. Статистика умерших или установления их личности немцы не вели, а идентификацию голландцев осуществляли за счет обнаружения труповː если находился на проволоке из стороны Нидерландов, то — голландец, если с противоположной стороны — бельгиец, англичанин или русский.